# Saint-Quentin-le-Petit
Saint-Quentin-le-Petit település Franciaországban, Ardennes megyében. Lakosainak száma 124 fő (2022. január 1.). Saint-Quentin-le-Petit Nizy-le-Comte, Banogne-Recouvrance, Hannogne-Saint-Rémy, Sévigny-Waleppe és Le Thour községekkel határos.

## Népesség
A település népessége az elmúlt években az alábbi módon változott:
| Lakosok száma | 167  | 126  | 163  | 152  | 124  | 115  | 120  | 122  | 122  | 124  |
|               | 1968 | 1982 | 1990 | 2006 | 2013 | 2015 | 2017 | 2019 | 2020 | 2022 |